# Mistrzostwa Europy U-21 w Piłce Nożnej 2019 (eliminacje)
W eliminacjach do Mistrzostw Europy w Piłce Nożnej U-21 w 2019 r. uczestniczyły 54 reprezentacje piłkarskie zrzeszone w UEFA. Po raz pierwszy wystąpiły w nich zespoły U-21 Kosowa i Gibraltaru. Włosi zakwalifikowali się automatycznie jako organizator turnieju głównego, natomiast współgospodarz, drużyna młodzieżowców San Marino musiała przystąpić do turnieju eliminacyjnego. 

## Zasady
54 drużyny narodowe zostały rozlosowane w dziewięciu grupach po sześć drużyn każda. 
Dziewięciu zwycięzców grup zakwalifikowało się bezpośrednio do mistrzostw. Cztery najlepsze drużyny z drugich miejsc w grupach awansowały do play-offów, które wyłoniły dwóch ostatnich uczestników turnieju. 

## Losowanie

### Koszyki
Wszystkie drużyny zostały podzielone na sześć koszyków po dziewięć drużyn każdy. Decydujące znaczenie dla podziału koszyków miały współczynniki uczestników eliminacji, gdzie te w puli A miały odpowiednio najwyższe wartości współczynnika, a te w puli F najniższe. Z ekip w tych sześciu koszykach utworzono później dziewięć grup. 
| Koszyk 1        | Koszyk 2   | Koszyk 3   | Koszyk 4           | Koszyk 5             | Koszyk 6          |
| --------------- | ---------- | ---------- | ------------------ | -------------------- | ----------------- |
| Niemcy U-21     | Słowacja   | Ukraina    | Walia              | Litwa                | Malta             |
| Portugalia U-21 | Izrael     | Norwegia   | Bułgaria           | Azerbejdżan          | Luksemburg        |
| Anglia U-21     | Holandia   | Rosja      | Macedonia Północna | Armenia              | Irlandia Północna |
| Hiszpania       | Austria    | Turcja     | Gruzja             | Bośnia i Hercegowina | Wyspy Owcze       |
| Dania           | Chorwacja  | Rumunia    | Węgry              | Białoruś             | San Marino        |
| Francja         | Belgia     | Islandia   | Irlandia           | Kazachstan           | Andora            |
| Szwecja         | Polska     | Grecja     | Szkocja            | Cypr                 | Liechtenstein     |
| Czechy          | Szwajcaria | Czarnogóra | Mołdawia           | Łotwa                | Gibraltar         |
| Serbia          | Słowenia   | Finlandia  | Albania            | Estonia              | Kosowo            |

### Losowanie fazy grupowej
Losowanie grup odbyło się 26 stycznia 2017 w Nyonie w Szwajcarii. Komitet Wykonawczy UEFA i Komisja Nadzwyczajna UEFA oświadczyły ponadto przed losowaniem, że z powodu napięć politycznych Hiszpania nie może stawić czoła Gibraltarowi, a Kosowo nie może spotkać Serbii ani Bośni i Hercegowiny.
| Grupa 1    | Grupa 2           | Grupa 3     | Grupa 4  | Grupa 5     |
| ---------- | ----------------- | ----------- | -------- | ----------- |
| Czechy     | Hiszpania         | Dania       | Anglia   | Niemcy      |
| Chorwacja  | Słowacja          | Polska      | Holandia | Izrael      |
| Grecja     | Islandia          | Finlandia   | Ukraina  | Norwegia    |
| Mołdawia   | Albania           | Gruzja      | Szkocja  | Irlandia    |
| Białoruś   | Estonia           | Litwa       | Łotwa    | Azerbejdżan |
| San Marino | Irlandia Północna | Wyspy Owcze | Andora   | Kosowo      |

| Grupa 6 | Grupa 7            | Grupa 8              | Grupa 9    |
| ------- | ------------------ | -------------------- | ---------- |
| Szwecja | Serbia             | Portugalia           | Francja    |
| Belgia  | Austria            | Szwajcareia          | Słowienia  |
| Turcja  | Rosja              | Rumunia              | Czarnogóra |
| Węgry   | Macedonia Północna | Walia                | Bułgaria   |
| Cypr    | Armenia            | Bośnia i Hercegowina | Kazachstan |
| Malta   | Gibraltar          | Liechtenstein        | Luksemburg |

## Faza grupowa

### Grupa 1
Tabela
| Lp. | Drużyna         | M  | Z | R | P  | Br.   | +/-  | Punkty |
| --- | --------------- | -- | - | - | -- | ----- | ---- | ------ |
| 1.  | Chorwacja U-21  | 10 | 8 | 1 | 1  | 31:5  | + 26 | 25     |
| 2.  | Grecja U-21     | 10 | 8 | 1 | 1  | 26:5  | + 21 | 25     |
| 3.  | Czechy U-21     | 10 | 5 | 1 | 4  | 14:15 | -1   | 16     |
| 4.  | Białoruś U-21   | 10 | 4 | 2 | 4  | 11:14 | -3   | 14     |
| 5.  | Mołdawia U-21   | 10 | 2 | 1 | 7  | 8:23  | -15  | 0 7    |
| 6.  | San Marino U-21 | 10 | 0 | 0 | 10 | 1:29  | -28  | 0 0    |

Daty i wyniki spotkań
| 07.06.2017 | Mińsk              | Białoruś   | - | San Marino | 1:0 (0:0) |
| 13.06.2017 | Serravalle         | San Marino | - | Mołdawia   | 0:2 (0:1) |
| 31.08.2017 | Kiszyniów          | Mołdawia   | - | Chorwacja  | 0:3 (0:2) |
| 01.09.2017 | Borysow            | Białoruś   | - | Grecja     | 0:2 (0:1) |
| 04.09.2017 | Peristeri          | Grecja     | - | Mołdawia   | 5:1 (2:1) |
| 05.09.2017 | Jablonec nad Nisou | Czechy     | - | Białoruś   | 1:1 (1:0) |
| 05.10.2017 | Varaždin           | Chorwacja  | - | Białoruś   | 2:1 (0:0) |
| 05.10.2017 | Kiszyniów          | Mołdawia   | - | Grecja     | 0:2 (0:0) |
| 09.10.2017 | Varaždin           | Chorwacja  | - | Czechy     | 5:1 (2:0) |
| 10.10.2017 | Borysow            | Białoruś   | - | Mołdawia   | 3:1 (0:1) |
| 10.10.2017 | Seravalle          | San Marino | - | Grecja     | 0:5 (0:2) |
| 08.11.2017 | Velika Gorica      | Chorwacja  | - | San Marino | 5:0 (1:0) |
| 11.11.2017 | Ústí nad Labem     | Czechy     | - | San Marino | 3:1 (0:0) |
| 13.11.2017 | Saloniki           | Grecja     | - | Chorwacja  | 1:1 (0:0) |
| 14.11.2017 | Kiszyniów          | Mołdawia   | - | Czechy     | 1:3 (1:1) |